# Elaphropeza furca
Elaphropeza furca är en tvåvingeart som beskrevs av Igor Shamshev 2007. Elaphropeza furca ingår i släktet Elaphropeza och familjen puckeldansflugor.
Artens utbredningsområde är Singapore. Inga underarter finns listade i Catalogue of Life.